# Leese, Nienburg
Leese là một đô thị ở huyện huyện Nienburg, trong bang Niedersachsen, nước Đức. Đô thị Leese, Nienburg có diện tích 29,65 km².